# 116街-哥倫比亞大學車站
116街-哥倫比亞大學車站（英語：116th Street - Columbia University station）是紐約地鐵IRT百老匯-第七大道線一個慢車地鐵站，位於曼哈頓116街及百老匯交界，鄰近哥倫比亞大學主校園西閘和巴納德學院校園的東南角，設有1號線（任何時候停站）列車服務。通過車站的快車軌道不營運。

## 車站結構
| G        | 街道     | 出入口                                |
| M        | 夾層     | 閘機、車站詢間處、MetroCard自動售票機 |
| P 月台層 | 側式月台 | 側式月台                              |
| P 月台層 | 北行慢車 | ← 往范科特蘭公園-242街 (125街)        |
| P 月台層 | 尖峰快車 | → 無定期服務                          |
| P 月台層 | 南行慢車 | → 往南碼頭 (教堂公園道-110街) →       |
| P 月台層 | 側式月台 |                                       |

116街-哥倫比亞大學車站是典型的慢車停靠站配置。設有兩個側式月台和三條軌道，中央為不使用的快車軌道。南行慢車軌道被視為「BB1」而北行被視為「BB4」，「BB」的訂立沿百老匯-第七大道線由96街到242街的鏈化用途。雖然中央軌道不能停靠116街-哥倫比亞大學車站，但仍擁有編號「M」。這些編號一般來說幾乎從來不用。與大部分慢車停靠站不同，車站設有一個交叉點。北行月台南端亦設有一個只限出站的出口，前往百老匯東側的115街，阿爾弗雷德·勒納廳外面。
直至1960年代為止，車站入口設有一個便亭，與2英哩以南仍在使用的72街相近。現時大堂完全位於地下，而百老匯兩側都設有樓梯服務上下城列車。2004年，車站列入國家史蹟名錄。

## 延伸閱讀
- Lee Stokey. Subway Ceramics : A History and Iconography. 1994. ISBN 978-0-9635486-1-0

## 外部連結
- nycsubway.org—IRT West Side Line: 116th Street
- Station Reporter – 1 Train
- Forgotten NY – Original 28 - NYC's First 28 Subway Stations（页面存档备份，存于）
- MTA's Arts For Transit – 116th Street–Columbia University (IRT Broadway–Seventh Avenue Line)
- 116th Street entrance from Google Maps Street View
- Platforms from Google Maps Street View （页面存档备份，存于）